# Raabtal-Radweg
Der Raabtal-Radweg (R11) ist ein 112 km langer Radweg in der Steiermark in Österreich. Er führt vom Ursprung der Raab rund neun Kilometer nördlich von Passail nach Szentgotthárd in Ungarn.

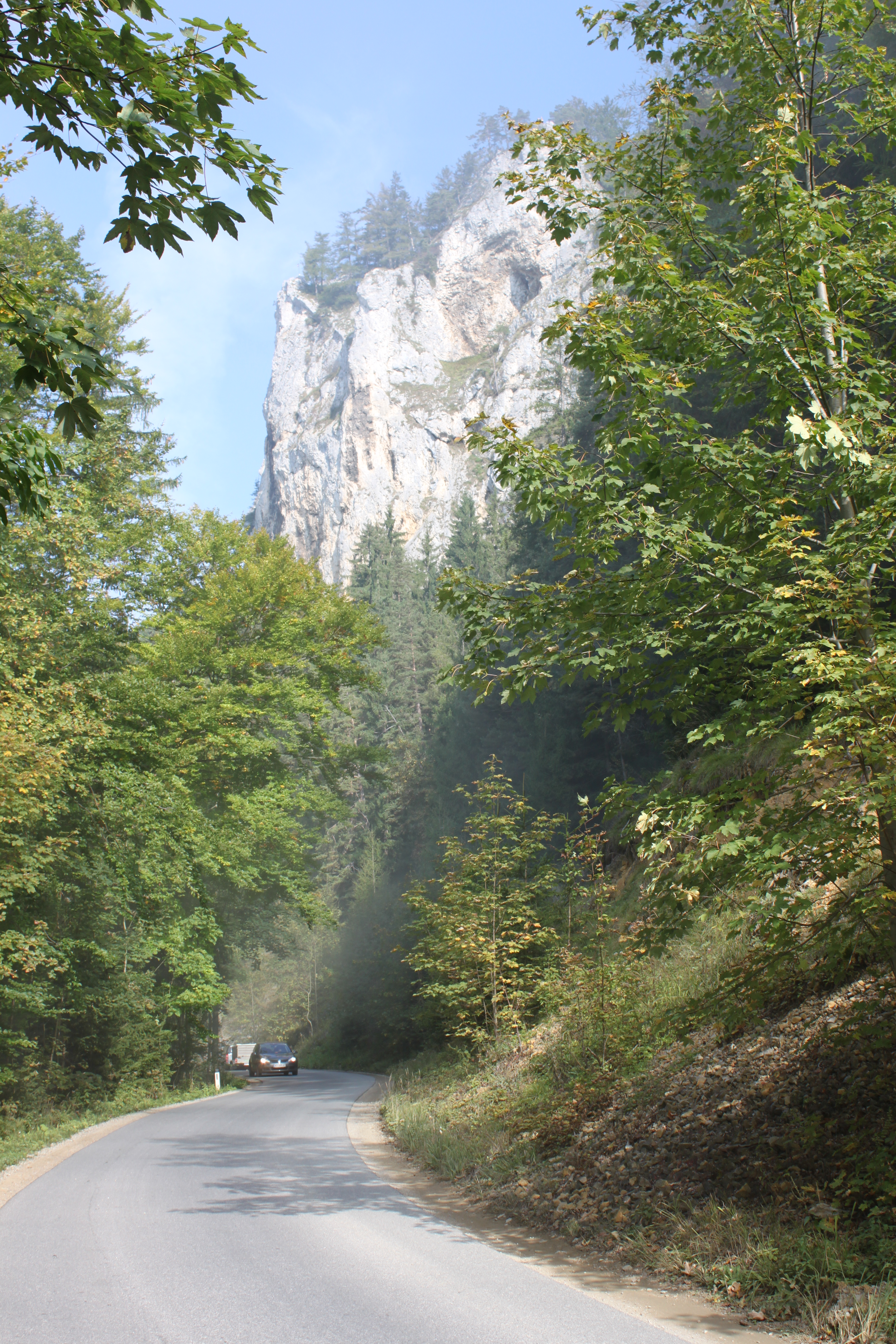
Der Raabtal-Radweg in der Raabklamm im Nordteil.

## Verlauf
Der Radweg gliedert sich in zwei Abschnitte. Der Nordteil führt von der Raabquelle nach Gleisdorf. Dieser Teil ist der anspruchsvollere Teil, er startet auf 1075 Meter Seehöhe. Der Südteil von Gleisdorf über Feldbach, Fehring und Jennersdorf nach Szentgotthard ist auch für Familien geeignet.

## Sehenswürdigkeiten
Sehenswürdigkeiten entlang der Strecke sind:
- Schaubergwerk Arzberg
- Grasslhöhle, Tropfsteinhöhle bei Dürntal
- Bad in Sankt Ruprecht
- Bad in Gleisdorf
- Weltmaschine des Franz Gsellmann in Edelsbach
- Brückenmuseum in Edelsbach
- Schloss Kornberg in Feldbach
- Zotter Schokoladenherstellung bei Riegersburg
- Bad in Jennersdorf

## Anschließende Radwege
Folgende Radwege liegen in der Umgebung:
- Mostwärtsradweg R49
- Energieradweg R10
- Gleichenberger Radweg R45
- Thermenradweg R12

## Anreise, Abreise
Gleisdorf, der Ausgangspunkt für den Südteil des Radwegs, ist stündlich mit der Schnellbahn von Graz erreichbar. Der nächste Ort mit Fahrradtransport für den Nordteil ist der Bahnhof Weiz. Von Szentgotthard, dem Endpunkt des Radweges, gibt es stündliche Schnellbahnverbindungen nach Graz.